# Maria Stela Pompeu Brasil Frota
 Maria Stela Pompeu Brasil Frota  GCRB • ComMA • OLH (Recife, Pernambuco, 8 de agosto de 1952) é uma diplomata brasileira. Foi embaixadora do Brasil junto à Confederação Helvética e, cumulativamente, junto ao principado de Liechtenstein. Desde 2019, é a diretora da academia diplomática brasileira, o Instituto Rio Branco.

## Biografia
Nasceu na cidade do Recife, localizada em Pernambuco no Brasil, filha de José Pompeu dos Magalhães Brasil e Doris Santos Pompeu Brasil. 

## Formação Acadêmica
Em 1975, formou-se em Direito pela Universidade do Estado do Rio de Janeiro. É também formada em Letras pela Université de Nancy, localizada na cidade de Nancy na França.

## Carreira Diplomática
Em 1974, ingressou na carreira diplomática, no cargo de Terceira-Secretária, logo após ter concluído o seu Curso de Preparação à Carreira de Diplomata (CPDC) do Instituto Rio Branco. Trabalhou, inicialmente, na área de promoção comercial. No Brasil, exerceu, ainda, os cargos de assessora do secretário-geral das Relações Exteriores (1985-1989 e 2003-2005), presidente da Fundação Alexandre de Gusmão (2005), subsecretária-geral do Serviço Exterior (2006-2008) e a diretora do Instituto de Pesquisa de Relações Internacionais (2019).
No exterior, serviu na Delegação do Brasil junto à Organização das Nações Unidas em Genebra na Suíça (1981-1985); na Embaixada do Brasil em Washington (1989-1992 e 1995-1999); na Embaixada do Brasil em Santiago (1992-1994); na Embaixada do Brasil em Paris (1999-2003).
Em 1995, representou o Brasil no Conselho do Fundo Mundial para o Ambiente do Banco Mundial, em Washington, D.C.. 
No ano de 2004, foi promovida a ministra de Primeira Classe, mais elevado grau da carreira diplomática brasileira.
Em 2006, defendeu, a sua tese no "Curso de Altos Estudos" do Instituto Rio Branco, intitulada de "Proteção de Patentes de Produtos Farmacêuticos: O caso brasileiro", um dos requisitos necessários para a ascensão funcional na carreira diplomática. O seu trabalho foi publicado pelo Instituto de Pesquisa de Relações Internacionais (IPRI).  
Em 2008, foi designada embaixadora em Berna na Suíça, função que exerceu até 2012, quando passou a chefiar o Consulado-geral em Zurique, também na Suíça. 
De 2016 a 2018, foi cônsul-geral brasileiroa em Atlanta nos Estados Unidos, tendo regressado ao Brasil para assumir a função de presidente da Fundação Alexandre de Gusmão. 
Desde 2019, é a diretora do Instituto Rio Branco, a escola de formação de diplomatas brasileiros.

## Promoções[1]
- Segunda Secretária (1978)
- Primeira Secretária (1982)
- Conselheira (1987)
- Ministra de Segunda Classe (1994)
- Ministra de Primeira Classe (2004)

## Condecorações
- Ordem do Rio Branco (Grã-Cruz);[4]
- Ordem do Mérito Militar (Oficial);[2]
- Ordem do Mérito Aeronáutico (Comendador);[2]
- Medalha Mérito Tamandaré;[2]
- Ordem Nacional da Legião de Honra França (Oficial);[2]
- Ordem Nacional do Mérito França (Oficial);[2]